# Trichius trilineatus
Trichius trilineatus är en skalbaggsart som beskrevs av Ma 1992. Trichius trilineatus ingår i släktet Trichius och familjen Cetoniidae. Inga underarter finns listade i Catalogue of Life.